# Étrabonne
Étrabonne ist eine französische Gemeinde mit 184 Einwohnern (Stand: 1. Januar 2022) im Département Doubs in der Region Bourgogne-Franche-Comté.

## Geographie
Étrabonne liegt auf einer Höhe von 252 m über dem Meeresspiegel, acht Kilometer nordwestlich von Saint-Vit und etwa 21 Kilometer westlich der Stadt Besançon (Luftlinie). Das Dorf erstreckt sich in der leicht gewellten Landschaft zwischen den Flussläufen von Doubs im Süden und Ognon im Norden, am Südrand der Höhe von Le Moutherot.
Die Fläche des 5,52 km² großen Gemeindegebiets umfasst einen Abschnitt südlich des Ognon. Der Hauptteil des Gebietes ist leicht gewellt und überwiegend von Acker- und Wiesland bestanden, daneben gibt es auch einige Waldflächen. Einziges oberirdisches Fließgewässer ist ein Bach, der in der Source des Trois Rois entspringt und in der Nähe des Schlosses wieder im Untergrund verschwindet, um bei Courchapon in der Source de la Roche erneut zutage zu treten. Ansonsten versickert das Niederschlagswasser direkt im verkarsteten Untergrund. Nach Nordwesten steigt das Gelände allmählich zu den Anhöhen von Le Moutherot und Bois de Ruppe an. Diese bilden die nordöstlichen Ausläufer des Massif de la Serre. Mit 340 m wird im Bois de Ruppe die höchste Erhebung von Étrabonne erreicht.
Nachbargemeinden von Étrabonne sind Jallerange, Le Moutherot und Courchapon im Norden, Lantenne-Vertière im Osten, Mercey-le-Grand und Romain im Süden sowie Rouffange und Pagney im Westen.

## Geschichte
Seit dem 11. Jahrhundert bildete Étrabonne eine eigene Herrschaft. Die lokale Adelsfamilie ist seit 1084 urkundlich belegt und hatte die Funktion als Vasallen des Erzbischofs von Besançon inne. In der Burg wurde 1140 die Kapelle gegründet, die den Heiligen Drei Königen geweiht war. Diese werden noch heute von der Dorfbevölkerung besonders verehrt. Herzog Philipp der Gute von Burgund schuf 1436 die Vogtei Étrabonne.
Ende des 15. Jahrhunderts starb die Adelsfamilie aus, und die Herrschaft Étrabonne ging an die Familie d’Aumont und 1723 an Jena Pourcheresse, Besitzerin der Eisenwerke von Fraisans über. Zusammen mit der Franche-Comté gelangte Étrabonne mit dem Frieden von Nimwegen 1678 definitiv an Frankreich. Heute ist Étrabonne Mitglied des Gemeindeverbandes Val Marnaysien.

## Sehenswürdigkeiten
Die heutige Kirche Saint-Martin wurde von 1829 bis 1830 erbaut, während der Glockenturm von 1929 datiert. Zur Ausstattung gehören die bemerkenswerten Statuen der Heiligen Drei Könige aus dem 11. und 12. Jahrhundert.
Der Herrschaftssitz stammt ursprünglich aus dem 11. Jahrhundert und besitzt zwei Rundtürme aus dieser Zeit. Die übrigen Gebäude erfuhren im Lauf der Zeit mehrfach Umgestaltungen. Ebenfalls erwähnenswert ist das ehemalige Maison du Bailly mit zwei Türmen (15. und 16. Jahrhundert).
Der alte Ortskern ist geprägt durch verschiedene Bauernhäuser aus dem 17. bis 19. Jahrhundert im charakteristischen Stil der Franche-Comté.
|  |  |

## Bevölkerung
| Jahr                       | 1962 | 1968 | 1975 | 1982 | 1990 | 1999 | 2016 |
| Einwohner                  | 79   | 92   | 91   | 101  | 101  | 111  | 193  |
| Quellen: Cassini und INSEE |      |      |      |      |      |      |      |

Mit 184 Einwohnern (Stand 1. Januar 2022) gehört Étrabonne zu den kleinen Gemeinden des Départements Doubs. Nachdem die Einwohnerzahl in der ersten Hälfte des 20. Jahrhunderts deutlich abgenommen hatte (1881 wurden noch 191 Personen gezählt), wurde seit Beginn der 1970er Jahre wieder ein Bevölkerungswachstum verzeichnet.

## Wirtschaft und Infrastruktur
Étrabonne war bis weit ins 20. Jahrhundert hinein ein vorwiegend durch die Landwirtschaft (Ackerbau, Obstbau und Viehzucht) geprägtes Dorf. Daneben gibt es heute einige Betriebe des lokalen Kleingewerbes, darunter ein Transportunternehmen und mechanische Werkstätten. Mittlerweile hat sich das Dorf auch zu einer Wohngemeinde gewandelt. Viele Erwerbstätige sind Wegpendler, die in den größeren Ortschaften der Umgebung und in der Agglomeration Besançon ihrer Arbeit nachgehen.
Die Ortschaft liegt abseits der größeren Durchgangsachsen an einer Departementsstraße, die von Mercey-le-Grand nach Jallerange führt. Der nächste Anschluss an die Autobahn A36 befindet sich in einer Entfernung von ungefähr elf Kilometern. Weitere Straßenverbindungen bestehen mit Le Moutherot und Rouffange.